# 650 Amalasuntha
650 Amalasuntha è un asteroide della fascia principale. Scoperto nel 1907, presenta un'orbita caratterizzata da un semiasse maggiore pari a 2,4581781 UA e da un'eccentricità di 0,1832671, inclinata di 2,55581° rispetto all'eclittica.
Appartiene alla famiglia di asteroidi Nysa.
Il suo nome fa riferimento ad Amalasunta, figlia del re Teodorico il Grande.